# Општина Ибанешти (Ботошани)
Ибанешти (рум. Ibăneşti) општина је у Румунији у округу Ботошани.
Oпштина се налази на надморској висини од 180 m.